# Magaslak
Magaslak (1891-ig Viszoka, szlovákul: Vysoká, németül: Hochdorf) község Szlovákiában, a Besztercebányai kerületben, a Selmecbányai járásban.

## Fekvése
Selmecbányától 10 km-re délnyugatra fekszik, 2,5 km hosszú bekötőút köti össze az 524-es (Léva-Selmecbánya) úttal.
Délnyugatról Bakaszenes, délről Gyökös, keletről Hegybánya, északról Hodrushámor, északnyugatról pedig Garamrév községekkel határos.
1921-ben 14,46 km²-es területe 2007-re tíz hektárral 14,5590 km²-re nőtt.

## Története
1388-ban "Magasfalw" néven említik először. Neve a középkorban még Magasfalu, majd 1891-ig Viszoka volt. Eredetileg a lévai váruradalom része volt, majd a selmeci bányakamara igazgatása alá tartozott. 1554-ben a dézsmajegyzék szerint 15 adózója lakta. 1715-ben 15, 1720-ban 12 háza állt. 1828-ban 34 házában 207 lakos élt. Lakói szénégetéssel, favágással foglalkoztak. 1940-ig téglagyár is működött a községben.
Vályi András szerint "VISZOKA. Tót falu Hont Várm. földes Ura a’ Selmetzi Bányászi Kamara, lakosai katolikusok, fekszik Selmetzhez egy mértföldnyire; határjában legelője, ’s fája van, szőleje nints, piatza Selmetzen."
Fényes Elek szerint "Viszoka, tót f. Hont vgyében, ut. p. Selmecz, 174 kath., 30 evang. lak., kath. paroch. templommal. Birja a selmeczi bányász kamara."
A trianoni diktátumig Hont vármegye Báti járásához tartozott.

## Népessége
| Év:            | 1994. | 2004.   | 2014.   | 2024.    |
| -------------- | ----- | ------- | ------- | -------- |
| Emberek száma: | 141   | 143     | 141     | 126      |
| Eltérés:       |       | +1,41 % | -1,39 % | -10,63 % |

| Év:            | 2023. | 2024.  |
| -------------- | ----- | ------ |
| Emberek száma: | 125   | 126    |
| Eltérés:       |       | +0,8 % |

1910-ben 569, túlnyomórészt szlovák lakosa volt.
2001-ben 147 lakosából 146 szlovák volt.
2011-ben 134 lakosából 123 szlovák.

## Nevezetességei
- Római katolikus temploma a 18. században épült barokk stílusban, 1867-ben késő klasszicista stílusban alakították át.